# Double cast
Double cast (ダブルキャスト?, Daburu kyasuto) è un manga yaoi delle autrici Takana Mizuhashi e Ellie Mamahara. Pubblicato originariamente da Shinshokan sulla rivista Dear+, nel 2010 è stato tradotto in inglese dalla casa editrice Digital Manga Publishing nella collana Doki Doki, che ne aveva annunciato la pubblicazione allo Yaoi-Con del 2009.

## Trama
Yuuki Yamamuro è promettente e famoso attore sia televisivo che teatrale. Lavorando ad una versione del Faust goethiano di un'amica regista conosce l'attore debuttante Mitsuru Sawaki. Il giovane che, a differenza di Yuki, proviene dalla tradizione teatrale del No, conosciuto l'agente e promotore di Yamamuro, ottiene una parte nell'ultimo dorama in cui lavora il collega.
La stessa sera il ragazzo cede alle avances di Yuki, ma, ascoltato per caso il messaggio intimo lasciato in segreteria da Ryosuke Otaki, finisce per defilarsi.
I gironi successivi sono fonte di altra frustrazione per Yuki: scoperto di avere solo un ruolo da coprotagonista nelle prossime riprese, trascurato da Ryosuke e venuto a conoscenza da questi della partecipazione di Sawaki nel dorama in produzione, si insinua man mano in Yamamuro il dubbio di essere stato messo da parte all'ultimo minuto a causa di alcune manovre della giovane stella nascente.
Inoltre, a causa dello stress mentale l'attore non riesce a dare il meglio di sé nelle riprese e ciò lo rende oggetto del dileggio di Mitsuru.
Una sera, ubriacatosi, Yuki viene soccorso da Sawaki che, lontano dal set, gli dimostra tutta la sua sollecitudine. Da allora tra i due emerge a poco a poco l'attrazione sotterranea e finora dissimulata che li lega.
Terminate le riprese del dorama, il regista Otaki lascia Yamamuro, dopo avergli rivelato di essere stato suo compagno solo per il suo carattere da attore fragile e bisognoso di continue attenzioni ed affetto. Yuki, scosso, torna a recitare in teatro con la replica del Faustus. 
La sua ammiratrice Kaho, solita frequentatrice di casa Yamamuro, si accorge presto dell'interesse di Yuki per Mitsuru e, abbandonando ogni speranza romantica verso il suo idolo, finisce per contattare l'attore emergente e affidargli le chiavi di casa di Yuki.
Col pretesto di riportare le chiavi, Mitsuru si reca a casa di Yuki e gli si dichiara; i due, attrattisi da molto, finiscono per unirsi e Yuki decide di accettare l'invito del giovane collega a recitare assieme a lui nella prossima produzione teatrale

## Personaggi
Yuki Yamamuro
Ex-cantante in una band J-pop, Yuki è stato poi contattato da un talent-scout che ne ha fatto prima un cantante solista e poi, dato lo scarso successo, un attore professionista. Da giovane Yuki non ha mai pensato di studiare recitazione o di entrare nel mondo televisivo o teatrale; per questo figure più esperte e pratiche con la scena, quali Mitsuru o Ryosuke, scorgono in lui una teatralità primitiva, pura e un talento grezzo ricco di fascino.
Mitsuru Sawaki
Stella nascente nel mondo della recitazione, Mitsuru padroneggia una tecnica assai lodevole grazie ai molti anni trascorsi studiando le arti teatrali ed anche osservando la dura disciplina del teatro tradizionale giapponese No. Nonostante continui a schernire Yuki e a deriderlo per come questi si lasci andare, Mitsuru nasconde sotto l'atteggiamento da duro, il grande sentimento romantico che lo lega all'attore più anziano, nato appena visto questi recitare nei suoi primi lavori.
Ryosuke Ootaki
Regista di sceneggiati televisivi ed ammiratore di Yamamuro, col quale ha allacciato una solida relazione sentimentale.
Kaho Ribino
Grande ammiratrice di Yamamuro ed attrice dilettante sua collega, con invadenza si autoinvita spesso a casa del suo idolo. L'ossessione per Yamamuro si accompagna ad una taciuta infatuazione che la rende molto vicina a Yuki e sua confidente.
Mayu Anzai
Regista amica di Mitsuru e Yuki, è lei l'autrice dell'adattamento teatrale del Faustus in cui recitano i due attori rivali.